# 22401 Egisto
22401 Egisto (1995 DP3) là một tiểu hành tinh nằm phía ngoài của vành đai chính được phát hiện ngày 24 tháng 2 năm 1995 bởi M. Tombelli ở Asiago Observatory.